# جيم هاني
جيم هاني (بالإنجليزية: Jim Haney)‏ هو مدرب كرة سلة أمريكي، ولد في 1949.